# Izvor de drept
Izvorul de drept reprezintă sursa dreptului într-o societate care asigură organizarea. Principalul izvor de drept în societatea modernă este actul normativ, adică actul autorității publice competente cuprinzând norme juridice, reprezentat prin noțiunea de lege, ce constituie ansamblul de reguli a căror aplicare este garantată de stat.
Teoria juridică clasică a izvoarelor dreptului deosebește izvoarele de drept scrise (actul normativ) de izvoarele de drept nescrise (obiceiul, norma socială, cutuma). De asemenea există o distincție între izvoarele de drept oficiale (legea sau jurisprudența) de cele neoficiale (obiceiul și doctrina).